# Hippodrome de Téné
L'hippodrome Robert Dumté appelé aussi hippodrome de Téné est un hippodrome situé dans la commune de Bourail, en Province Sud de Nouvelle-Calédonie. Il est notamment connu dans la région pour accueillir chaque année la Foire de Bourail.

## Localisation
L'hippodrome ne se trouve pas dans le village-centre de Bourail, mais à proximité de la Route territoriale 1 (RT1) en direction de Nessadiou. 

## Étymologie
« Téné » est le nom de la petite rivière qui passe tout près de l'hippodrome, elle lui a donné son nom.

## Histoire
Les Bouraillais vouent un véritable culte au cheval et la présence d'une forte communauté arabe n'y est certainement pas étrangère. On retrouve des publicités annonçant des courses de chevaux du week-end ou les récits de ces dernières dans les journaux de l'époque.
Cet engouement ne s'est jamais démenti jusqu'à nos jours ... en passant par ce 11 novembre 1894 où messieurs Goyetche, Challier, Kaddour et d'autre encore ... engagent leurs écuries sur "l'hippodrome de Boghen". Messieurs Soulard, Audet, Preud'homme, Goyetche, Bonnafoux et Gastaldi composent le comité d'organisation; Alfred Pilain, boulanger, fait fonction de secrétaire-trésorier.
Un comité définitif est institué deux ans plus tard. Il obtient de la commission municipale la mise à disposition de l'hippodrome de Téné, puis organise des courses ouvertes à tous. Ainsi, la "course des concessionnaires" rassemble tous les chevaux à conditionn qu'ils soient montés par leur propriétaire, leur poids étant ad libitum; une autre est réservée aux stockmen; une course est également prévue pour les amateurs, et encore une autre, dite de consolation, au profit de "tous chevaux ayant pris part aux courses et n'ayant pas gagné de premier prix". Avec le temps, les courses de Téné se "professionnaliseront", sans émousser l'ardeur des Bouraillais, d'autant que cet évènement est à la fois un concours d'élégence et l'occasion de faire la fête ...

## Foire de Bourail

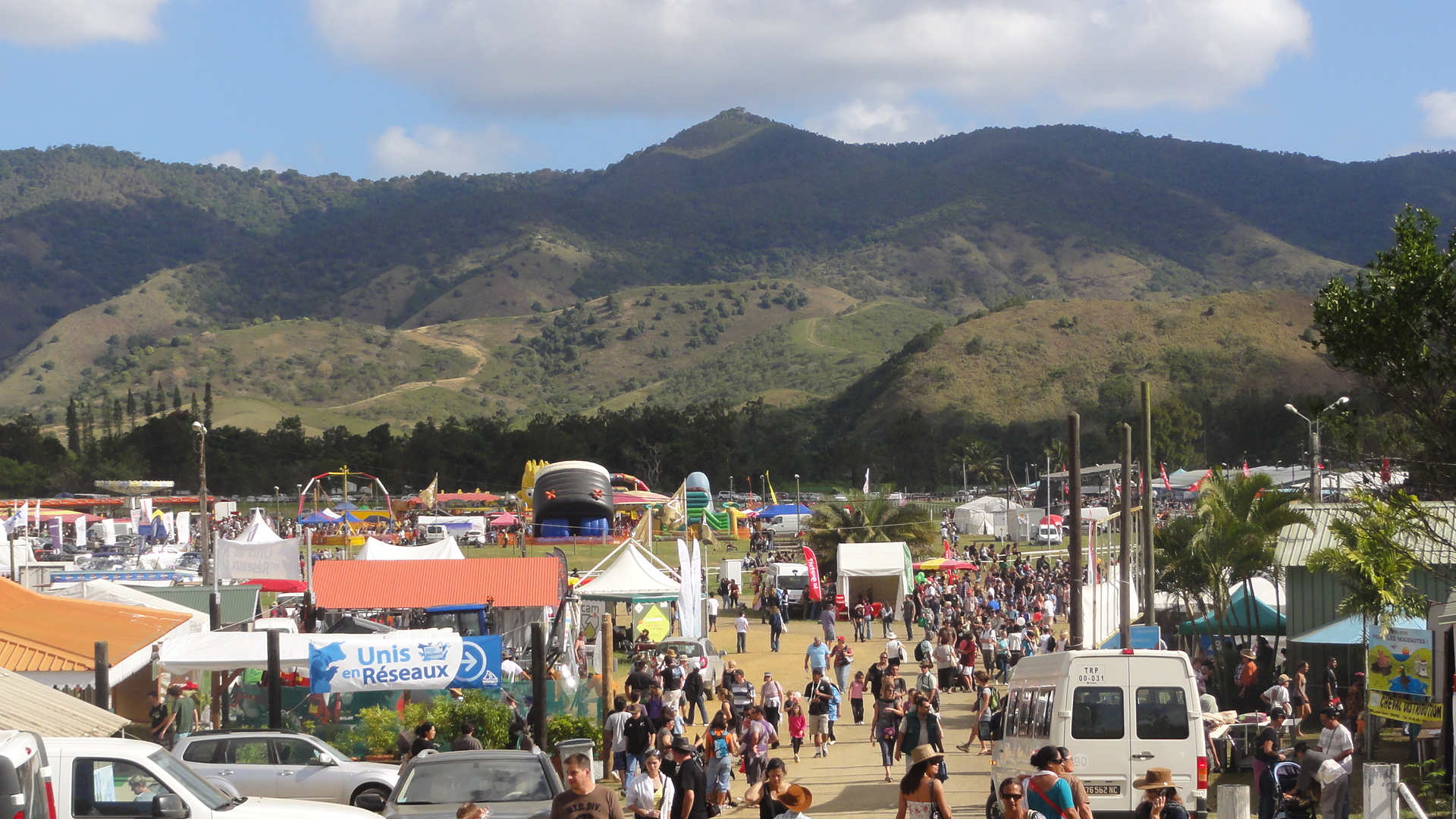
Foire de Bourail